# Naked Eyes
『Naked Eyes』（ネイキッド・アイズ）は、杏子の1枚目のオリジナル・アルバム。1992年11月1日にKi/oon Sony Recordsから発売された。

## 背景
1992年1月24日に行われた渋谷公会堂でのライブを最後に、杏子が在籍していたロックバンドのBARBEE BOYSが解散し、ソロデビューシングル「DISTANCIA〜この胸の約束〜」をリリースした直後に発表されたオリジナル・アルバムである。
BARBEE BOYSが解散後、バンドを失い不安だったことから、OLに戻るつもりだったが、森川欣信が「新しい事務所をつくって、ライブをやろうぜ！」と誘いを受けたことから、個人事務所であるオフィスオーガスタを設立と同時に、ソロとしての活動を開始することとなった。後に、杏子は「私がたまらなくライブが好きなことを見透かされていたと思います」と語っている。ただ、ソロデビューシングルがヒットしたことで「当時はロックシンガーとしての魂を売ったようなとらえ方もされた」という。

## リリース
1992年11月1日にKi/oon Sony Recordsから、CDのみでリリースされた。

## 批評
| 専門評論家によるレビュー | 専門評論家によるレビュー |
| レビュー・スコア         | レビュー・スコア         |
| 出典                     | 評価                     |
| ------------------------ | ------------------------ |
| CDジャーナル             | 肯定的                   |

CDジャーナルは、「ブックレットから読み取れる都会の気だるさが、そのまま音源化されたと解釈できる内容だ」と分析した上で、「行く宛のない傷ついた女性の哀しみを表現できるシンガーに成長したんですね」と肯定的に評価している。

## 収録曲
| 全作詞: 杏子、全編曲: Kyoko & THE BACUUMERS、ストリングスアレンジ: 森英治。 |                                 |           |            |      |
| #                                                                           | タイトル                        | 作詞      | 作曲       | 時間 |
| 1.                                                                          | 「夜の非常識」                  | 杏子      | 大平太一   | 3:29 |
| 2.                                                                          | 「遺伝子の宿命」                | 杏子      | 中川進     | 4:37 |
| 3.                                                                          | 「DISTANCIA〜この胸の約束〜」   | 杏子      | 玉置浩二   | 4:21 |
| 4.                                                                          | 「シーツの中でSHI!SHI!SHI!」    | 杏子      | 川上シゲ   | 4:17 |
| 5.                                                                          | 「二番目に愛されて」            | 杏子      | 大沢誉志幸 | 5:07 |
| 6.                                                                          | 「ビデオと不眠症とPOSY RING」   | 杏子      | 水島康宏   | 4:49 |
| 7.                                                                          | 「彼女の事故」                  | 杏子      | NURK TWINS | 4:40 |
| 8.                                                                          | 「MISS YOU」                    | 杏子      | 川上シゲ   | 5:36 |
| 9.                                                                          | 「なし崩しの週末」(Deep Re-Mix) | 杏子      | 面輪かりお | 4:45 |
| 10.                                                                         | 「Down Town Christmas」         | 杏子      | 大平太一   | 5:09 |
| 合計時間:                                                                   | 合計時間:                       | 合計時間: | 46:50      |      |

## 参加ミュージシャン
| THE BACUUMERS are - 小沼俊明 : Drums, Percussion & Whisper - 谷崎浩章 : Bass - 大平太一 : Electric & Acoustic Guitars - 森英治 : Keyboards | Thanks to Musicians - 馬場“BaBiちゃん”一嘉 : Electric Guitars (Track-7) - 東純二 : Bass (Track-3.4.8&9) - 喜多山“GAT-CHAN”信 : Acoustic Guitars (Track-3) - 河野道生 : Drums (Track-4) - HOWACHO : Percussions (Track-3.4.8) - 片山広明 : Tenor Sax (Track-4) - Lion Merry : Piano (Track-7), Organ (Track-6) - 間宮工 : Electric Guitars (Track-10) - Dr. Francis O' Boogies : Corus & Programmong - 金子飛鳥カルテット : Strings (Track-8&9) - 斉藤ネコストリングス : Strings (Track-2&10) |

## タイアップ
| # | 曲名                          | タイアップ                                                  | 出典  |
| - | ----------------------------- | ----------------------------------------------------------- | ----- |
| 3 | 「DISTANCIA〜この胸の約束〜」 | 銀座ジュエリーマキ カメリアダイヤモンド TV-CFイメージソング | [ 5 ] |